# Margita Česányiová
Margita Česányiová-Danihelová (Studienka, 28 novembre 1911 – Bratislava, 25 ottobre 2007) è stata un soprano slovacco.

## Biografia
Si diplomò all'Accademia musicale e di arte drammatica sotto la guida di Josef Egem a Bratislava. Dal 1933 al 1938 e poi dal 1941 al 1976 fu parte del Teatro Nazionale Slovacco, in cui si esibì in concerti e opere liriche.
Iniziò la sua carriera nel campo dell'operetta, benché il colore scuro della sua voce emerso nel ruolo di Isabella ne L'italiana in Algeri di Gioachino Rossini interpretato nel 1935 suggerisse per lei una carriera da soprano drammatico. Questo sviluppo della sua carriera si ebbe nel dopoguerra, in cui interpretò ruoli semidrammatici in opere di Musorgskij, Smetana, Čajkovskij e Puccini).
Nel 1951 ottenne il premio di Stato per la sua interpretazione di Leonora nel Fidelio di Beethoven, il che segnò la sua definitiva consacrazione come soprano drammatico. In questo stesso ruolo fu ritratta dalla pittrice Lea Mrázová. 
Fra i principali ruoli da lei interpretati al Teatro Nazionale Slovacco si ricordano quello di Katrena (nella Krútňava di Eugen Suchoň e quello di Zuza nel Juro Jánošík di Ján Cikker.
Negli anni in cui il pubblico cecoslovacco era conquistato dal timbro scuro dei soprani wagneriani cechi, Margita Česányiová seppe proporre nella sua Manon una voce più vicina all'ideale del belcanto italiano. 
Negli ultimi quindici anni della sua carriera artistica (1956-1971), divenne un soprano verdiano. I suoi personaggi delle opere di Verdi possono essere divisi fra quelli che ha interpretato bene, e in quelle in cui ha letteralmente eccelso. La prima fu Desdemona in Otello, uno dei personaggi più lirici della produzione verdiana, e la cantante nella famosa Ave Maria dimostrò che, grazie al legato esemplare e alla capacità di differenziazione dinamica, era in grado di interpretare ruoli di questa difficoltà. Interpretò Leonora de Il trovatore in tre diverse produzioni. Anche in Abigail del Nabucco (1966) o Lady Macbeth (1968), ha avuto momenti meravigliosi, sebbene mancasse di una grande agilità della voce nelle sequenze di colori.
Nel 1968 lo Stato le conferì il titolo di artista nazionale.